# ПБ-4
ПБ-4 — советский плавающий бронеавтомобиль, разработанный сотрудниками КБС. Авторами разработки были инженер-конструктор Эммануилов, заместитель начальника Григорьев и начальник бюро Померанцев.

## История создания
На начальном этапе заинтересованность армии в новом плавающем бронеавтомобиле, который по целому ряду показателей не уступал лёгкому танку, была столь высока, что сразу был выдан заказ на три машины. Сборку Ижорский завод завершил в сентябре 1933 года, а в октябре начались ходовые испытания ПБ-4. Итоги испытаний были неоднозначны: на плаву бронеавтомобиль держался хорошо, но подвижность вне дорог оставляла желать лучшего; помимо всего, были выявлены многочисленные трещины в местах сварных швов бронекорпусов. Всё это говорило о том, что ПБ-4 нельзя рекомендовать к серийному производству. Представитель военной приёмки на Ижорском заводе принял машины условно, а УММ РККА отказался оплачивать затраты на их производство, поскольку испытательный цикл не был пройден полностью.
В декабре 1933 года инженеры КБС совместно с заведующим сектором НТО УММ РККА Азбукиным провели ряд доработок. В начале 1934 года был заключён договор на строительство 10 предсерийных бронемашин, и в феврале были собраны первые три доработанные машины. В марте начались новые испытания: 13 апреля один из бронеавтомобилей показал очень хороший результат по скорости (от 6 до 8 км/ч, длительность испытаний 1 час 7 минут), но вместе с тем наблюдался перегрев двигателя. По мнению военпреда Ижорского завода Корихина нужно было установить глушитель, отработать стрельбу на воде и выполнить ряд других действий. Спустя некоторое время начальник КБС Померанцев предложил испытать ПБ-4 пробегом совместно с БА-3 по маршруту Колпино — Москва и затем отправить их на военный парад. Об участии плавающего бронеавтомобиля в параде информации не сохранилось, зато по итогам пробега были выявлены новые недостатки, в числе которых были плохое охлаждение мотора, высокая температура в боевом отделении и ненадёжность конструкции кронштейнов крепления рессор. На основании этих данных Ижорский завод провел новую серию доработок, после чего, 19 июля 1934 года был составлен новый протокол о модификации бронеавтомобиля.

Проводятся экспериментальные работы по охлаждению на двух ПБ-4. Первый вариант — установка шестирядного радиатора емкостью в 20 л, замена отсоса воздуха инжектором из моторного отделения двумя воздушными шахтами с отводом наружу.
Второй вариант — радиатор «фордовский», ставятся дополнительные змеевики под полом корпуса с их последовательным включением в систему охлаждения, монтируются шахты для отсоса воздуха наружу и вводится инжектор для отсоса воздуха из кабины водителя. В обоих случаях на радиаторы будут поставлены кожуха с конусами, центрующими поток воздуха от вентилятора, установлены отражатели для направления воздуха в шахты.
Будет конструктивно доработано:

а). Удобная посадка водителя и выход его из кабины (при выходе левая нога водителя не проходит между шахтой и рулевым колесом).

б). Установка задней дверцы в орудийной башне с лючком для наблюдения и стрельбы из Нагана.

в). Установка резиновых амортизаторов на передней оси.

г). Обеспечение водонепроницаемости лючков в крыше корпуса и орудийной башне.

До 1 августа все необходимые работы и заводские испытания по улучшению системы охлаждения будут закончены и два образца с кратким описанием и инструкциями будут переданы УММ на полигонные испытания.

Следующие испытания состоялись в сентябре 1934 года. Два модифицированных автомобиля имели отличия в отдельных узлах, но оптимальным были признан бронеавтомобиль с «фордовским» радиатором от Т-37 и дополнительным змеевиком, омывавшимся забортной водой и обеспечивавшим лучшее охлаждение двигателя. При движении на колёсах воздух в моторный отсек поступал через люк в передней части корпуса, который в случае необходимости мог герметически закрываться. Дополнительно вдоль бортов проложили специальные шахты для выброса горячего воздуха наружу через окна в бортах корпуса. Поступление свежего воздуха в водительское отделение частично улучшили за счет жалюзи в лобовом листе.
УММ РККА тем временем пересмотрело планы выпуска ПБ-4 и обязало Ижорский завод собрать 10 машин в 1934 году и ещё 5 в 1935 году. Но в действительности было выпущено всего шесть плавающих бронеавтомобилей, пять из которых оборудовали системой охлаждения с радиатором от Т-37 (одну машину частично разобрали весной 1935 года, в дальнейшем использовав её для испытания обстрелом). Испытания предсерийных ПБ-4 продолжились на полигоне НИБТ в Кубинке (один из автомобилей прошёл 507 км — 200 по асфальтовому шоссе, 90 по щебенчатому и 217 по просёлку), но и там выявились новые недостатки:
- наблюдение за полем боя было признано удовлетворительным только при открытых люках;
- при движении задним ходом водитель не мог управлять без посторонней помощи;
- температура внутри автомобиля постоянно была высокой (при температуре 10-12° бронеавтомобиль мог двигаться по просёлку не более 6-8 км, а по шоссе не более 12 км);
- температура в боевом отделении составляла 45—46°.

При испытаниях машины на плаву, общая продолжительность которых составила 5 часов 35 минут, бронеавтомобиль мог входить в воду при различных грунтах с крутизной спуска 8—10°, а выходить только при наличии твёрдого грунта и подъёме не более 3—4°, иначе он буксовал. Но хуже всего была максимальная скорость в 1,12 км/ч, да и сам автомобиль был признан неуправляемым. Вращать башней на плаву экипажу ПБ-4 тоже не рекомендовалось, так как при повороте всего в 15° бронеавтомобиль наклонялся, зачерпывая стволом воду. Система откачки попавшей в корпус воды (за час плавания её просачивалось около 240 литров) оказалась совершенно неэффективной, поскольку экипаж каждый раз был вынужден выходить из машины и открывать пробки в днище корпуса. Заключение по испытаниям ПБ-4, подписанное начальником НИБТ полигона Воробьевым, начальником испытательного отдела Кульчицким и начальником 2-й станции полигона Пушкарёвым было неутешительным:

ПБ-4 по сравнению с БА-3 имеет пониженные динамические и экономические качества (расход топлива), проходимость значительно хуже, меньше боекомплект, недостаточна скорость движения на плаву;
Неудовлетворительная поворотливость;
Стрельба из пушки на воде с поворотом башни крайне ограничена устойчивостью машины;
Крайне ограничена возможность выхода на берег характером грунта и отлогостью берегов;
Охлаждение двигателя — неудовлетворительное;
Запас прочности деталей переднего моста не соответствует нагрузке на него;
Конструкция ПБ-4 требует дальнейшей доработки по пунктам, перечисленным в заключении. После устранения перечисленных дефектов машина должна быть повторно испытана и затем может быть дано окончательное заключение о пригодности бронеавтомобиля ПБ-4 для РККА.

Повторные испытания ПБ-4 на плаву проводились 16 августа 1935 года на реке Нара около Ташировской мельницы. Поставив задачу добиться максимальной скорости на воде, испытателям удалось разогнать машину до 2,8 км/ч, но это было максимумом возможностей машины. В итоге УММ РККА отказалось принимать готовые машины на вооружение, и три ПБ-4 передали на хранение на склад № 37. Один автомобиль некоторое время числился в составе 5-го мехкорпуса МВО, ещё один остался на НИБТ полигоне. Что случилось далее с первыми четырьмя бронемашинами — неизвестно. Зато «полигонный» ПБ-4 сохранился до наших дней и сейчас находится в экспозиции танкового музея в Кубинке.
Отмечая перспективы использования амфибий, Советский военачальник С.А. Меженинов, выступая 9 декабря 1935 года на совещании по итогам боевой подготовки РККА за 1935 год, сказал следующее:

Мы передали сейчас в войска относительно небольшое количество глиссеров. Эти глиссера нами рассматриваются как средство действия на реках и как средство для выбрасывания первых эшелонов при переправах. Но отчетов и мнений мест относительно методов использования и технической пригодности этих глиссеров на месте мы не имеем. Между тем эти глиссера приспособлены теперь и к передвижению по земле. Например, глиссер шел из Москвы в Гороховец на собственных колесах, потом перешел на реку. Так он сейчас приспособлен. Это средство, достаточно неожиданное для противника, может помочь нам при действиях на озерах и реках.
Окончательно эти 5 машин были сданы заказчику в 1935 году.

На 1 июня 1941 года все 5 машин находились в МВО. Из них только одна, совместно с ПБ-2 (БАД-2), числилась на балансе ГАБТУ, остальные 4 находились в музее при НИАБТ полигоне в Кубинке.

## Описание конструкции

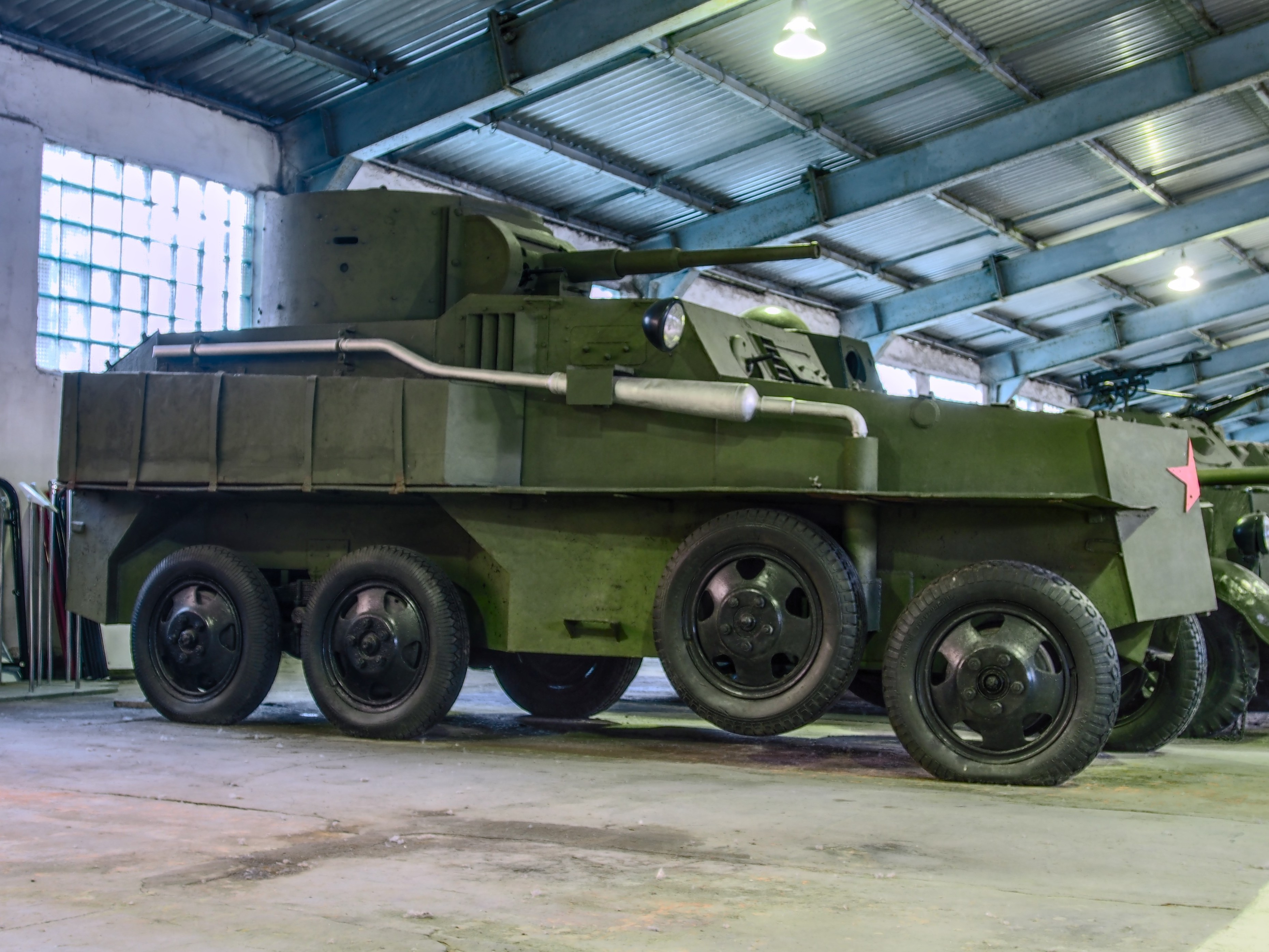
ПБ-4 в танковом музее в Кубинке

Создание машины было попыткой исправить недочёты в бронеавтомобиле БАД-2. Корпус бронемашины был безрамным и несущим, отдельные его элементы были заимствованы от БА-3. Передний и задний мосты монтировались снаружи, привариваясь к специальным кронштейнам; наружу через специальный сальник в редане днища корпуса выводился карданный вал. Компоновка в целом соответствовала БА-3. Экипаж в составе 4 человек совершал посадку в машину через люк в крыше отделения управления или через два люка в крыше башни цилиндрической формы (на ней отсутствовала кормовая ниша, что вынуждало экипаж использовать большие усилия на маховиках для её полного поворота). Доступ к двигателю происходил через открываемую вперед крышу моторного отсека, закрываемую 10 хомутиками. Для слива собиравшейся в корпусе воды имелось 5 пробок в днище корпуса. Также было предусмотрено два лючка для слива масла из картера двигателя и демультипликатора.

### Вооружение и двигатель
Машина была вооружена 45-мм пушкой 20К (52 снаряда) и двумя пулемётами типа ДТ (2268 патронов в 36 дисках): один ставился в башне, второй в лобовом листе корпуса справа от места водителя. Для ведения огня из пушки использовались стандартные прицелы: телескопический ТОП и перископический ПТ-1. Для пулемёта ставился механический прицел. Электрооборудование машины было выполнено по однопроводной схеме. Напряжение бортовой сети составляло 6 В, в качестве источников электроэнергии использовались аккумуляторная батарея 3СТП-80 емкостью 80 А•ч и генератор мощностью 100 Вт. Двигатель — карбюраторный ГАЗ-АА мощностью 40 л. с. вместе с КПП и демультипликатором, заимствованными у грузового автомобиля ГАЗ.

### Движение по воде
Трёхлопастный гребной винт был установлен на удлиненном червяке дифференциала заднего моста, постоянно вращался при движении (на плаву вращались колёса задних мостов). Запасные колеса, установленные на кронштейне по бортам, не были жёстко закреплены и помогали автомобилю преодолевать неглубокие рвы и канавы. Для повышения проходимости по мягкому грунту и пересеченной местности вдоль бортов укладывались съёмные вездеходные цепи «Оверолл», надеваемые на задние колеса. Плавучесть повышалась благодаря применению деревянных поплавков, обитых тонкими одномиллиметровыми железными листами. В корме корпуса, между снарядными стеллажами, находилась укладка с четырьмя спасательными жилетами для экипажа. Откачка попавшей в корпус воды осуществлялась при помощи ручной помпы «Альвейер», откачивавшей до 20 литров в минуту.